# Ortolani-Test
Als Ortolani-Test wird eine Untersuchung der Hüftgelenke beim Neugeborenen, aber auch in der Tiermedizin bezeichnet, mittels der das gleichnamige Ortolani-Zeichen oder Ortolani-Einrenkungsphänomen ausgelöst wird. Er ist nach dem italienischen Kinderarzt und Orthopäden Marino Ortolani benannt.
Anwendung findet die Untersuchungsmethode bei den Vorsorgeuntersuchungen (während der U2 oder U3) im Neugeborenenalter oder beim Verdacht auf eine Dysplasie der Hüftgelenke. Heutzutage ist der Ortolani-Test bei Neugeborenen obsolet und wurde aufgrund des Verletzungsrisikos durch die Sonographie ersetzt. Hierzu werden die Oberschenkel senkrecht Richtung Wirbelsäule gedrückt und anschließend nach außen bewegt. Beim Vorliegen einer Hüftdysplasie gleiten die anfangs subluxierten Oberschenkelköpfe mit einem Klickgeräusch – dem Ortolani-Zeichen – in die Hüftpfanne zurück. Im positiven Falle darf der Test beim Neugeborenen nur einmal durchgeführt werden, da ansonsten der knorpelige Rand der Hüftgelenkspfanne (das Labrum acetabuli) durch den wiederholt darübergleitenden Hüftkopf geschädigt werden kann.
Der Ortolani-Test wird auch bei der Hüftdysplasie des Hundes eingesetzt.